# Patrulla 81
Patrulla 81 es una banda regional mexicana originaria de Durango, Durango. El director, vocalista y líder principal del grupo, José Ángel Medina, formó el grupo en 1981. En 2004, el grupo lanzó Cómo Pude Enamorarme de Ti, un éxito tanto en los Estados Unidos como en México. En diciembre de 2007, la banda lanzó un nuevo álbum, A Mi Ley, con el sencillo "Te Quiero Mucho". Quiéreme Más de Patrulla 81 alcanzó el puesto número 1 en la lista Billboard Top Latin Albums en marzo de 2009. A finales de 2009, la banda lanzó Sin Ti No Vivo, que debutó en la lista regional mexicana de Billboard en el puesto número 1. 
Sin embargo, el 11 de noviembre de 2020, la tragedia golpeó a la banda cuando José Ángel Medina, el director, vocalista y líder principal de Patrulla 81, falleció debido a complicaciones de contagio de la pandemia de COVID-19. Había estado luchando contra el virus desde el 16 de octubre.
Ante esta pérdida, la banda encontró un nuevo líder, José Ángel Medina Jr., hijo de José Ángel Medina, cariñosamente conocido como Filo, quien, como el primogénito y habiendo servido como tecladista y productor de Patrulla 81 durante más de dos décadas, se adelantó para continuar con el legado del grupo. 

## Discografía
- 2004: Como Pude Enamorarme De Ti
- 2004: Soy De Durango: Sus Inicios Vol. 1
- 2004: En Vivo Desde Dallas, Texas
- 2005: Soja Duranguense 100%
- 2005: Divinas
- 2006: Como Me Haces Falta Y Muchos Éxitos Más
- 2006: Tierra Extraña
- 2006: 20 Reales Superéxitos
- 2006: La Mejor De La Colección
- 2006: Los Súper Éxitos Payaso Loco
- 2007: Tú/Yo
- 2007: A Mi Ley
- 2007: En concierto
- 2008: Corridos Duranguenses
- 2008: La Historia
- 2009: Quiéreme Más
- 2009: Sin Ti No Vivo
- 2009: Hola soy Dora
- 2009: Serie Diamanta: 30 Súper Éxitos
- 2009: Sus mejores éxitos
- 2009: Colección Privada: Las 20 Exclusivas
- 2010: Te Pido Perdón
- 2011: Como El Fénix
- 2012: Se Supone
- 2012: Iconos: 25 Éxitos
- 2013 (abril): En Vivo
- 2013 (octubre): Quiero Saber De Ti
- 2014: Mi Amor
- 2017 Todo Se Paga
- 2021 Cultura Duranguense

Sencillos
- 2009 Quiéreme Más
- 2009 Sin Ti No Vivo
- 2011 A Veces
- 2012 Se Supone
- 2016 He Nacido Para Ti
- 2020 Ya No Puedo Olvidarte
- 2020 Pensamiento
- 2020 Mi Virgen Ranchera
- 2021 Celoso (ft. Montez De Durango)
- 2021 No Aprendí A Olvidar (ft. Montez De Durango)
- 2021 ¿Que Voy Hacer?
- 2022 Amor Y Lágrimas
- 2023 Sigue Viva